# José María Oliver y Casares
José María Oliver y Casares (San Francisco de Campeche, Campeche, 5 de noviembre de 1817 - ibídem, 5 de octubre de 1887) fue un abogado, filólogo, profesor, historiador, escritor y académico mexicano.

## Semblanza biográfica
Realizó sus estudios en el Seminario Clerical de San Miguel de Estrada y en la Escuela de Jurisprudencia en su ciudad natal. Ejerció su profesión como juez de primera instancia en el ramo criminal. Se desempeñó como fiscal del Juzgado de Distrito en Acapulco y como encargado de los Tribunales de Tierras en Veracruz.  De vuelta en Campeche, fue fiscal de los Tribunales Superiores. Al mismo tiempo que ejercía su profesión, impartió clases de gramática e historia. Fue elegido miembro correspondiente de la Academia Mexicana de la Lengua. Murió en su ciudad natal el 5 de octubre de 1887.

## Obras publicadas
- El plural de los nombres patronímicos, en 1880.
- Examen crítico de algunas partes de la gramática castellana, en 1881.
- "Actas de la Junta de Curiosos de Campeche", en El Semanario Yucateco de Mérida.
- "Historia de la Cofradía y primer templo de San José de Campeche", en El Foro Industrial, en 1884.
- "Historia del teatro en Campeche" en El Campechanito, en 1885.
- Historia del Seminario Clerical de San Miguel de Estrada, obra inédita.